# Бахавалпур
Про державу див. Бахавалпур (князівство)

Бахавалпу́р (урду بہاولپور, англ. Bahawalpur, з.-пандж. بہاولپور) — місто на південь від Сатледжа на краю пустелі Холістан в пакистанській частині Пенджабу.

## Історія та пам'ятки

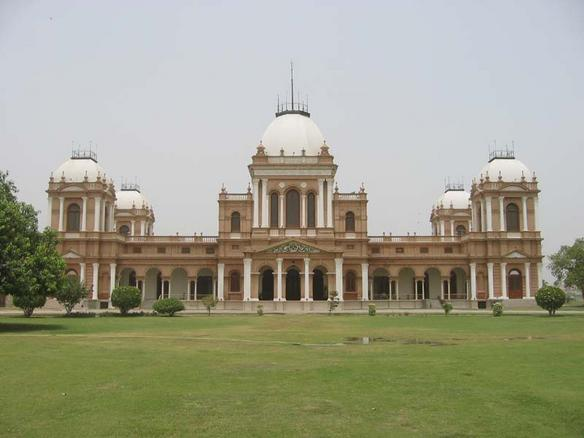
Нур-Махал в Бахавалпурі.

Заснований в 1748 році набобом Мухаммадом Бахавал-ханом з Сінда. У період розпаду імперії Великих Моголів бахавалпурські набоби стали однією з наймогутніших політичних сил на території сучасного Пакистану. У 1802 році англійці визнали незалежність їхньої держави.
Окрім розташованої в пустелі фортеці Деравар, бахавалпурські наваби побудували два палаци в самому місті. Крім єдиного в усьому Пакистані залізничного моста через Сатледж, у Бахавалпурі є стадіон, басейн і зоопарк.
У масштабах країни місто є великим освітнім центром, з кількома коледжами (у тому числі медичним) та університетом (заснований у 1975 році).